# 3e étape du Tour de France 1914
Pour un article plus général, voir Tour de France 1914.
La 3e étape du Tour de France 1914 s'est déroulée le jeudi 2 juillet.
Les coureurs relient Cherbourg, dans la Manche, à Brest, dans le Finistère, au terme d'un parcours de 405 kilomètres.
Le Français Émile Engel gagne l'étape, tandis que les coureurs belges Philippe Thys et Jean Rossius conservent la tête du classement général.

## Déroulement de la course
La pluie accompagne les coureurs dans la troisième étape entre Cherbourg et Brest, ce qui explique le peu d'animation au sein du peloton, au grand regret du directeur de la course, Henri Desgrange. C'est finalement Émile Engel qui s'impose au sprint, apportant la première victoire française sur ce Tour et déjà le deuxième succès pour Peugeot. De nombreux abandons sont enregistrés, tandis que certains favoris perdent toutes chances de briller dans l'épreuve, à l'image de François Faber qui perd de nouveau près d'une demi-heure.

## Classements

### Classement de l'étape
| \| Classement de l'étape \| Classement de l'étape \| Classement de l'étape \| Classement de l'étape \| Classement de l'étape \| \| Coureur \| Coureur \| Pays \| Équipe \| Temps \| \| --------------------- \| --------------------- \| --------------------- \| --------------------- \| --------------------- \| \| 1er \| Émile Engel \| France \| Peugeot-Wolber \| 14 h 58 min 06 s \| \| 2e \| Louis Mottiat \| Belgique \| Alcyon-Soly \| + 0 s \| \| 3e \| Marcel Buysse \| Belgique \| Alcyon-Soly \| + 0 s \| \| 4e \| Odile Defraye \| Belgique \| Alcyon-Soly \| + 0 s \| \| 5e \| Henri Pélissier \| France \| Peugeot-Wolber \| + 0 s \| \| 5e \| Philippe Thys \| Belgique \| Peugeot-Wolber \| + 0 s \| \| 5e \| Jean Rossius \| Belgique \| Alcyon-Soly \| + 0 s \| \| 5e \| Lucien Petit-Breton \| France \| Automoto-Continental \| + 0 s \| \| 5e \| Émile Georget \| France \| Peugeot-Wolber \| + 0 s \| \| 5e \| Maurice Brocco \| France \| \| + 0 s \| |                     |          |                      |                  |
| |                     |          |                      |                  |
| |                     |          |                      |                  |
| Classement de l'étape |                     |          |                      |                  |
| Coureur | Coureur             | Pays     | Équipe               | Temps            |
| 1er | Émile Engel         | France   | Peugeot-Wolber       | 14 h 58 min 06 s |
| 2e | Louis Mottiat       | Belgique | Alcyon-Soly          | + 0 s            |
| 3e | Marcel Buysse       | Belgique | Alcyon-Soly          | + 0 s            |
| 4e | Odile Defraye       | Belgique | Alcyon-Soly          | + 0 s            |
| 5e | Henri Pélissier     | France   | Peugeot-Wolber       | + 0 s            |
| 5e | Philippe Thys       | Belgique | Peugeot-Wolber       | + 0 s            |
| 5e | Jean Rossius        | Belgique | Alcyon-Soly          | + 0 s            |
| 5e | Lucien Petit-Breton | France   | Automoto-Continental | + 0 s            |
| 5e | Émile Georget       | France   | Peugeot-Wolber       | + 0 s            |
| 5e | Maurice Brocco      | France   |                      | + 0 s            |

### Classement général
| \| Classement général \| Classement général \| Classement général \| Classement général \| Classement général \| \| Coureur \| Coureur \| Pays \| Équipe \| Temps \| \| ------------------ \| ------------------ \| ------------------ \| ------------------ \| ------------------ \| \| 1er \| Philippe Thys \| Belgique \| Peugeot-Wolber \| 40 h 32 min 00 s \| \| 1er \| Jean Rossius \| Belgique \| Alcyon-Soly \| + 0 s \| \| 3e \| Henri Pélissier \| France \| Peugeot-Wolber \| + 7 min 16 s \| |                 |          |                |                  |
| |                 |          |                |                  |
| |                 |          |                |                  |
| Classement général |                 |          |                |                  |
| Coureur | Coureur         | Pays     | Équipe         | Temps            |
| 1er | Philippe Thys   | Belgique | Peugeot-Wolber | 40 h 32 min 00 s |
| 1er | Jean Rossius    | Belgique | Alcyon-Soly    | + 0 s            |
| 3e | Henri Pélissier | France   | Peugeot-Wolber | + 7 min 16 s     |